# Znak imienny

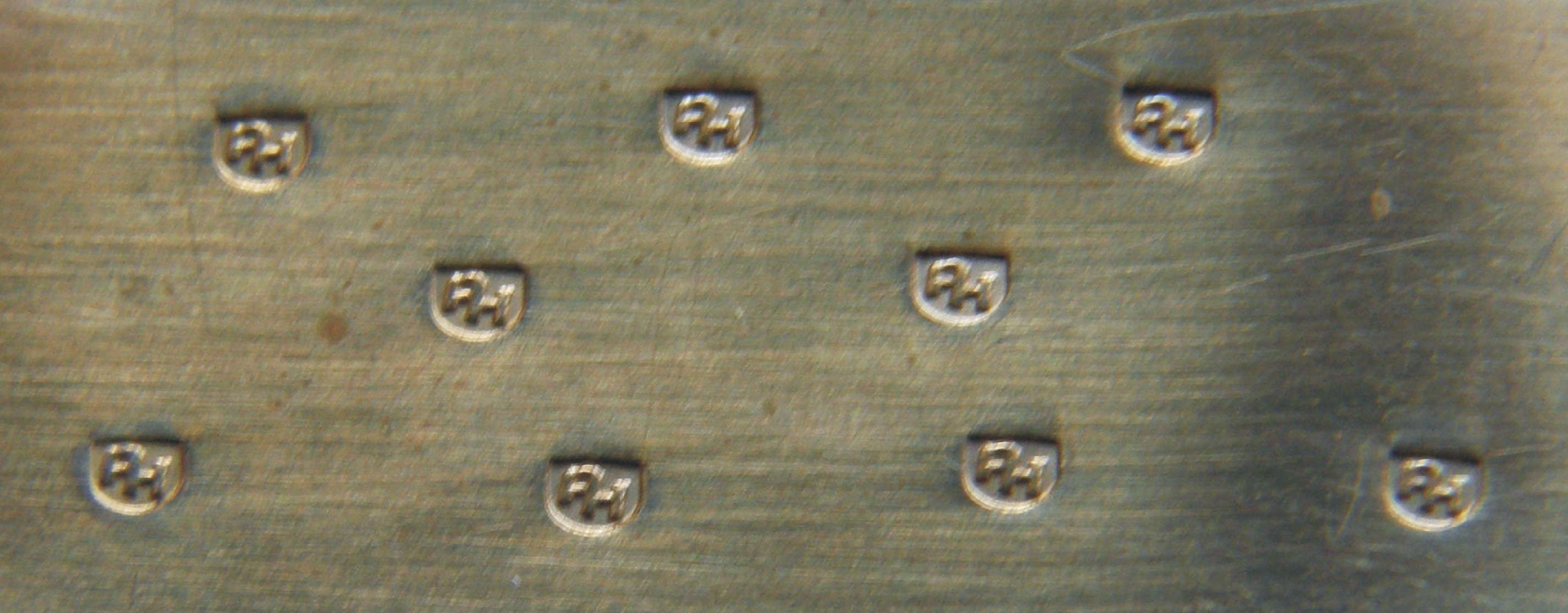
Znak złotnika - wzór na mosiężnej płytce - zgłoszony i zarejestrowany w Okręgowym Urzędzie Probierczym w Krakowie

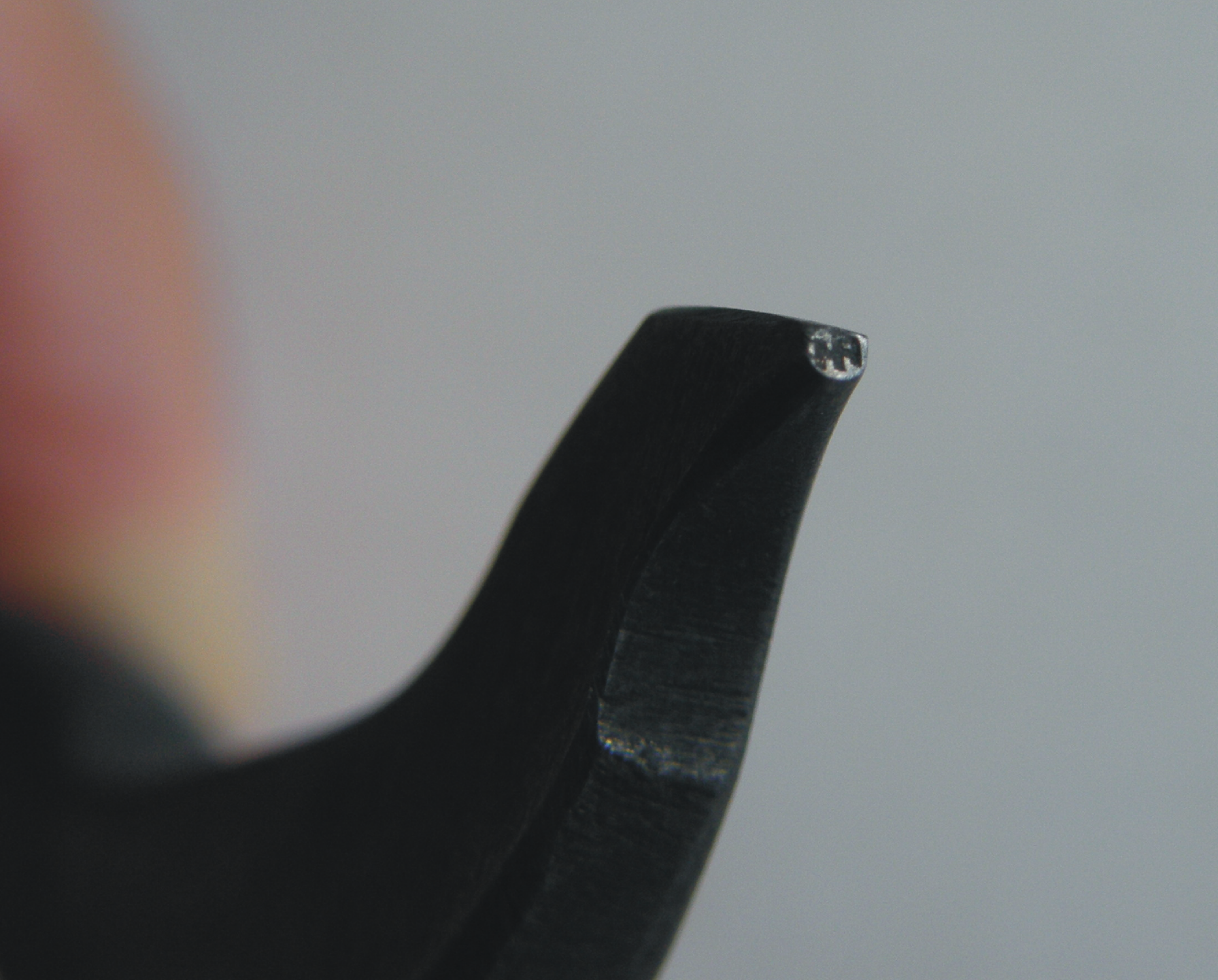
Wygrawerowany znak złotnika na puncy

Znak imienny, in. imiennik (złotniczy, jubilerski) – indywidualny znak pozwalający na identyfikację wytwórcy wyrobu z metalu szlachetnego lub podmiotu wprowadzającego do obrotu wyrób z metalu szlachetnego wytworzony poza terytorium Rzeczypospolitej Polskiej.
Obowiązek oznakowywania wyrobów z metalu szlachetnego wynika z przepisów prawa probierczego i dotyczy:
- wytwórców wyrobów z metalu szlachetnego wytworzonych na terytorium Rzeczypospolitej Polskiej,
- podmiotów wprowadzających do obrotu wyroby z metalu szlachetnego wytworzone poza terytorium Rzeczypospolitej Polskiej, w których masa części wykonanych ze stopu metali szlachetnych jest mniejsza niż:
  - 1 gram - dla stopów platyny,
  - 1 gram - dla stopów złota,
  - 5 gramów - dla stopów srebra.

## Wyroby złotnicze
Mistrz złotnik sygnuje tym znakiem wyroby pochodzące z jego warsztatu, zarówno będące jego osobistym dziełem jak i pracowników z jego pracowni. Znak ten będąc wygrawerowanym w postaci negatywu na stalowej puncy, służy następnie do oznaczania wszystkich wyrobów z metali szlachetnych, przez nabicie go na ich powierzchni uderzeniem młotka. Dopiero tak oznaczone przedmioty mogą zostać poddane zbadaniu i ocechowaniu przez Urząd Probierczy, gdzie nabijany jest na nich znak określonej próby. Tylko poddane tym czynnościom wyroby złotnicze lub jubilerskie mogą zostać następnie wprowadzone do obrotu handlowego.

## Wyroby mennicze
Znak menniczy pełni rolę znaku imiennego dla większości wyrobów menniczych z metalu szlachetnego:
- wyrobów menniczych z metalu szlachetnego nieobjętych obowiązkiem oznaczenia cechami probierczymi lub posiadania świadectwa badania, tj.:
  - monet, które są albo były znakami pieniężnymi stanowiącymi prawny środek płatniczy na terytorium Rzeczypospolitej Polskiej albo w innych państwach, oraz monet przeznaczonych na cele kolekcjonerskie oraz inne, których sprzedaż prowadzi Narodowy Bank Polski,
  - odznaczeń i orderów w rozumieniu przepisów ustawy z dnia 16 października 1992 r. o orderach i odznaczeniach (Dz. U. z 2022 r. poz. 1031) oraz odznak honorowych ustanowionych na podstawie przepisów ustawy z dnia 21 grudnia 1978 r. o odznakach i mundurach (Dz. U. z 2023 r. poz. 76) przez organy władzy publicznej,
- wyrobów menniczych z metalu szlachetnego innych niż wyżej wymienione (np. sztabek złota), wytworzonych na terytorium Rzeczypospolitej Polskiej.

Natomiast w przypadku pozostałych wyrobów menniczych wytworzonych poza terytorium Polski (np. sztabek złota), podmiot wprowadzający je w Polsce do obrotu może być obowiązany do oznaczenia ich dodatkowo własnym znakiem imiennym, obok już istniejącego oznaczenia zagranicznym znakiem menniczym.